# Fort Niagara

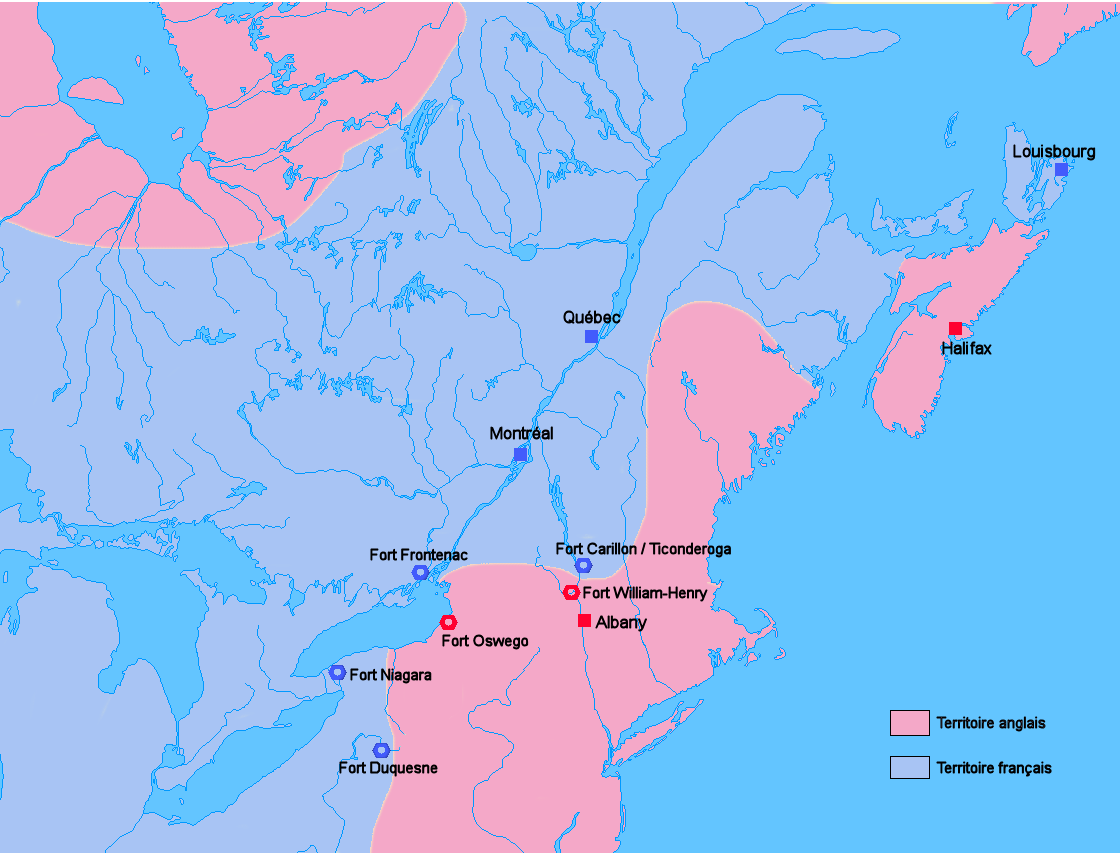
Fort Niagara och gränslinjerna före fransk-indianska kriget.

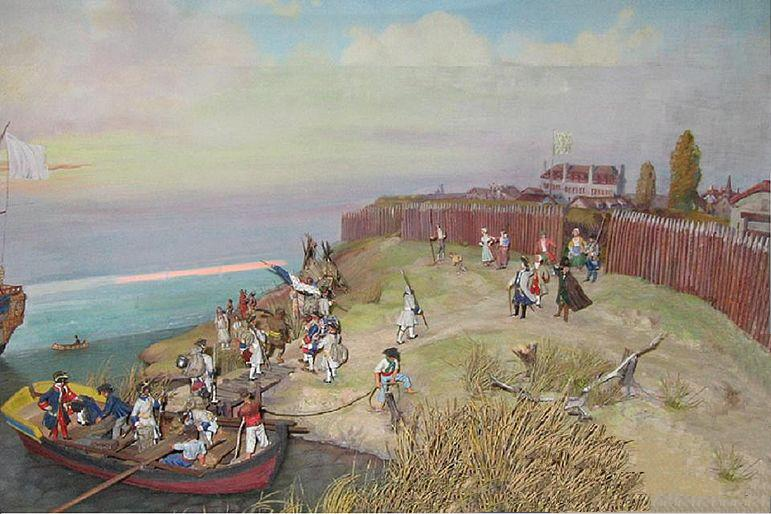
Fort Niagara 1728

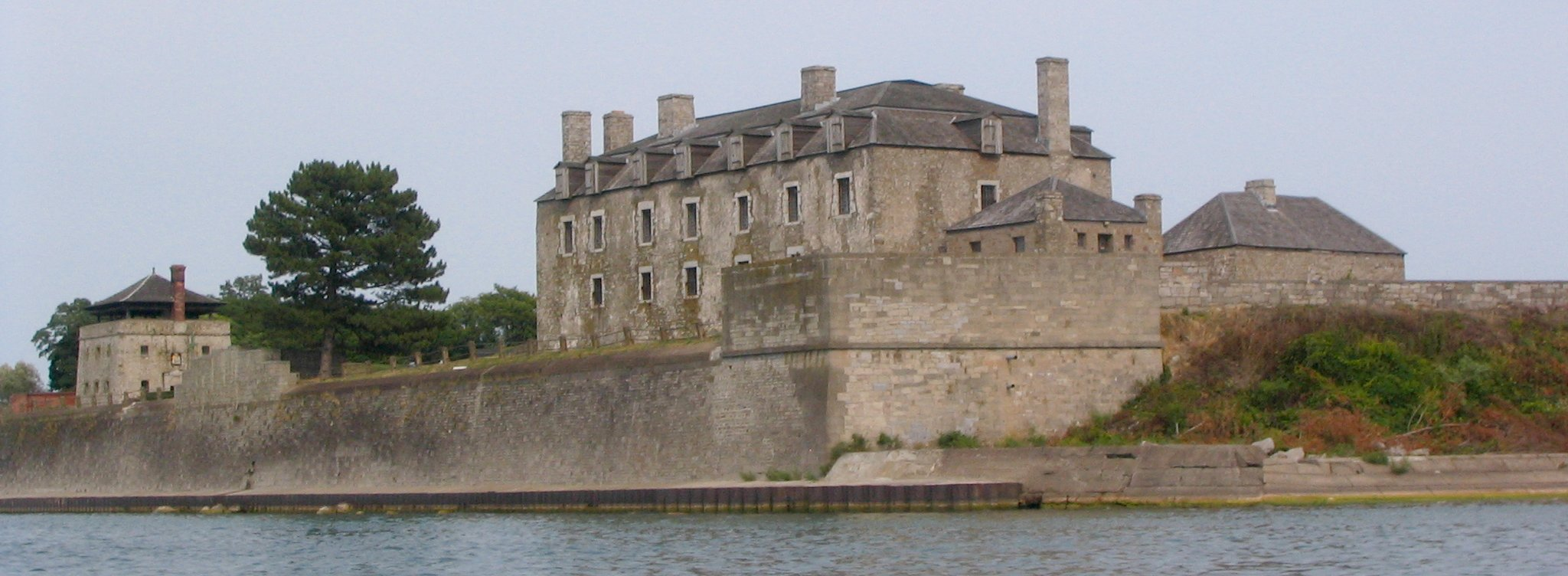
Fort Niagara med den "franska borgen".

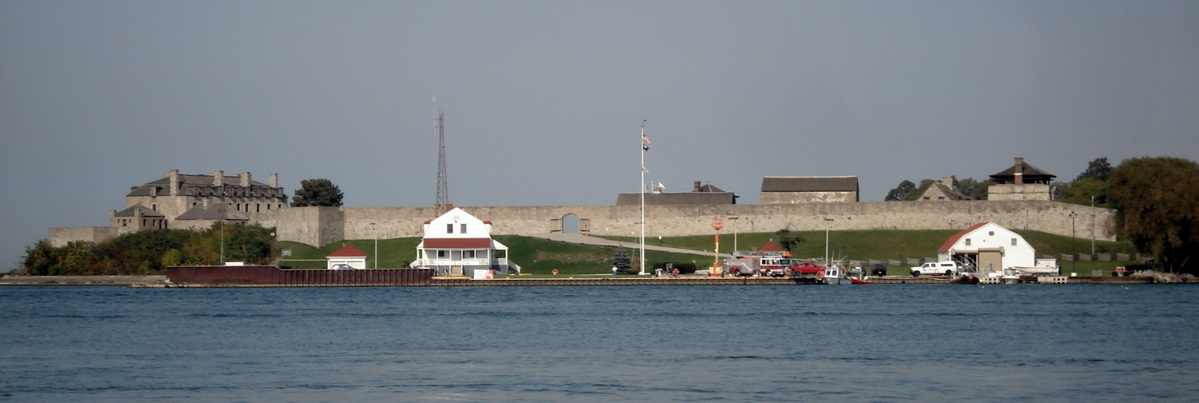
Fort Niagara från sjösidan.

Fort Niagara är en fästning belägen i Niagara County, New York, på Niagaraflodens högra sida vid dess utlopp i Ontariosjön.

## Fransk kontroll
Det första byggnadsverket, Fort Conti anlades 1678 av René Robert Cavelier de La Salle. Fort Conti övergavs 1688 och palissaden revs. På samma plats påbörjade kolonialmyndigheterna i Nya Frankrike 1726 byggnationen av ett stenhus, kallat La Maison de la Paix (fredens hus). Sedan 1800-talet går denna byggnad under namnet The French Castle (den franska borgen). På grund av fransk-indianska kriget utvidgades fästningen till sitt nuvarande utseende 1755.

## Brittisk kontroll
Fort Niagara föll 1759 i britternas händer efter en nitton dagars belägring led av sir William Johnson. Under det amerikanska frihetskriget var fortet depå för Butler's Rangers, ett lojalistiskt truppförband. När Storbritannien erkände Förenta Staternas självständighet 1783 föll Fort Niagara inom den republikens gränser, men då lojalisterna förvägrades den ersättning som fredsfördraget utlovade för den egendom de fått konfiskerad under den amerikanska revolutionen, behöll den brittiska armén kontrollen över fästningen.

## Amerikansk kontroll
Fort Niagara överlämnades 1796 till den amerikanska armén. Under 1812 års krig tog den brittiska armén fästningen genom en kupp en mörk decembernatt 1813. Efter fredsslutet återlämnades fortet till USA. Det har sedan dess fungerat som kasern, fångläger, kustbevakningsbas och historiskt minnesmärke.